# Liste von Friedhöfen in Moskau

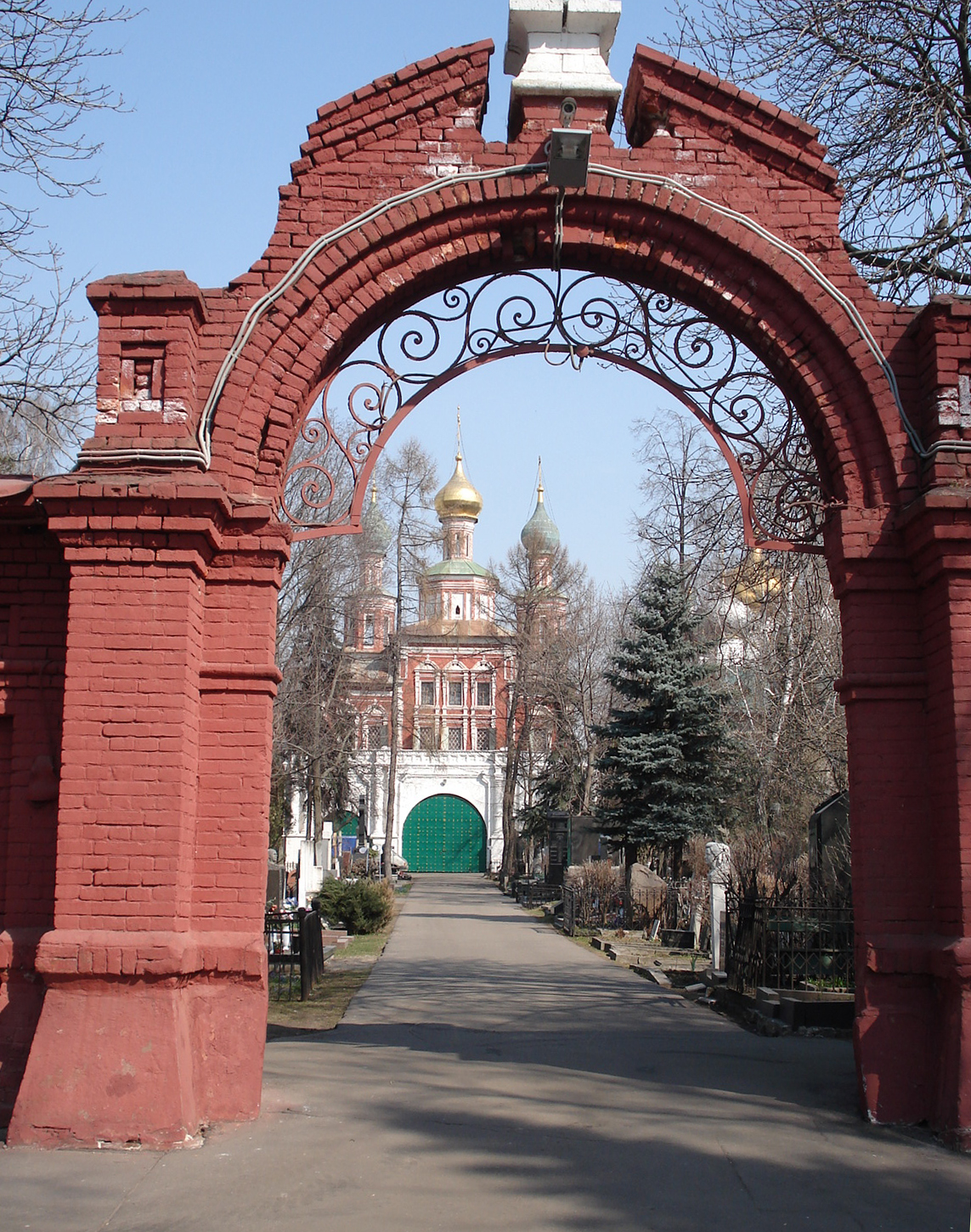
Eingang zum alten Territorium des Nowodewitschi-Friedhofs (dem Friedhof neben dem Nowodewitschi-Kloster (Neujungfrauenkloster))

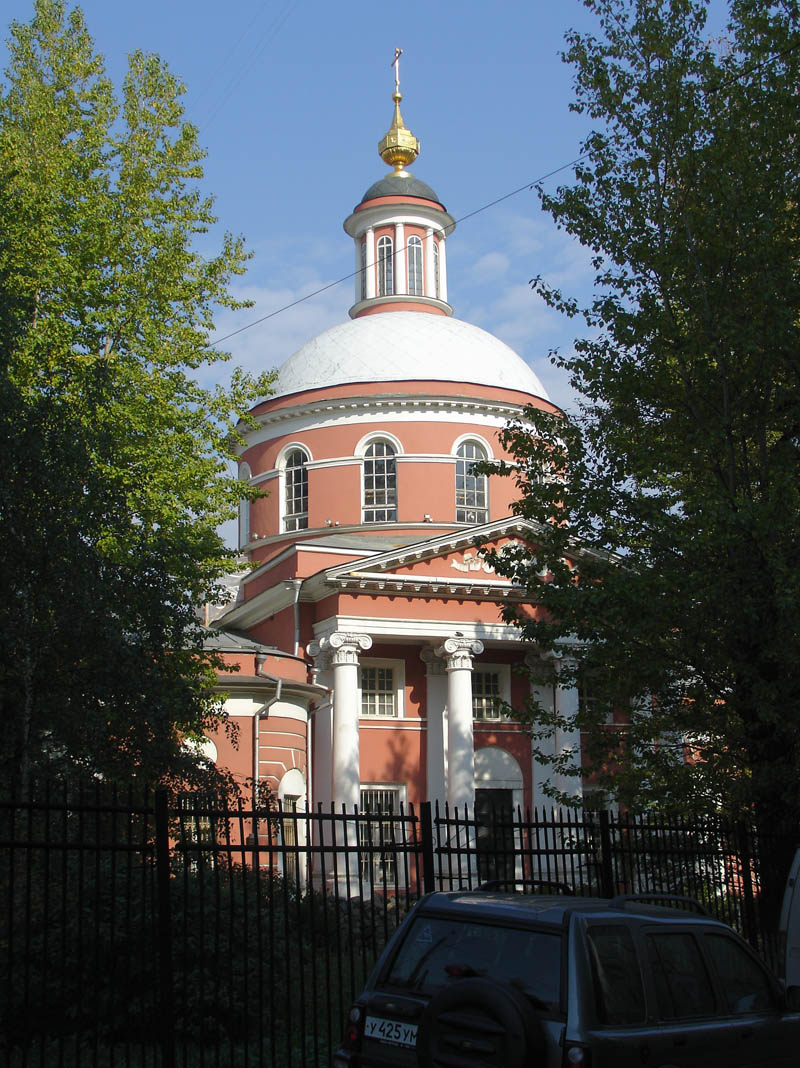
Kirche der Heiligen Dreifaltigkeit zu Wischnjaki auf dem Pjatnizkoje-Friedhof

Dies ist eine Liste von Friedhöfen in Moskau.

## Übersicht
- Armenischer Friedhof
- Danilow-Friedhof
- Donskoi-Friedhof
- Donskoi-Kloster
- Friedhof Kalitniki (Калитниковское кладбище)
- Friedhof Kotljakowo
- Nekropole an der Kremlmauer
- Kunzewoer Friedhof
- Kusminskoje-Friedhof (Кузьминское кладбище)
- Miusskoje-Friedhof (Миусское кладбище)
- Nowodewitschi-Friedhof
- Pjatnizkoje-Friedhof (Пятницкое кладбище)
- Preobraschenskoje-Friedhof
- Rogoschskoje-Friedhof
- Semjonowskoje-Friedhof (ehemaliger)
- Friedhof Trojekurowo
- Wagankowoer Friedhof
- Friedhof Wostrjakowo
- Wwedenskoje-Friedhof